# Flod
 For alternative betydninger, se Flod (flertydig). (Se også artikler, som begynder med Flod)
En flod er et vandløb af en vis størrelse både i længde og bredde. Oprindeligt er en flod et vandløb, som er så stort, at det stiger hvert forår, når sneen tør i bjergene.
Det er omdiskuteret, hvad der kan kaldes en flod. Den mest brugte definition er, at en flod er et større vandløb beliggende uden for Norden. Den anden og enklere definition er, at en flod er større end en å, og en å er større end en bæk. Den tredje og endnu mere enkle definition er at "flod" og "å" slet og ret er synonymer.
Den enkleste måde at skelne mellem en å og en flod er, at floden er sejlbar for skibe - hertil regnes ikke pramme, der kun kan drives frem ved trækkraft fra mennesker eller dyr. Floden skal med andre ord have en størrelse, der gør skibsfart (flodfart) mulig, det vil sige være tilstrækkeligt bred og dyb. Disse betingelser kan kun opfyldes, hvis afvandingsområdet (grundvandsoplandet) er tilstrækkeligt stort. Sådanne betingelser findes blandt andet i Mellemeuropa, men ikke i fx Danmark. Derfor er Gudenåen og Skjern Å netop åer, ikke floder. Et andet træk ved floder, som følge af deres størrelse og sejlbarhed, er, at de ofte er genstand for internationale aftaler om fri færdsel, told eller toldfrihed og lignende.
Mens den danske opfattelse af begrebet "flod" ikke tillader, at der eksisterer floder i Danmark, bør det bemærkes, at Randers Fjord ifølge ovennævnte kategorisering er en flod, da den først ved Uggelhuse har en saltholdighed, der kan retfærdiggøre benævnelsen fjord (et omdiskuteret begreb, også uden for Danmarks grænser), samt det faktum, at den året rundt er sejlbar for større skibe.

## Afstrømningsopland
Vandet i floder stammer fra nedbør i omgivelserne. Når nedbøren rammer jorden, vil en del kunne strømme af på jordoverfladen, andet vil sive ned i jorden og enten trænge ned til grundvandet eller blive optaget af planterne. Vand på og nær jordoverfladen kan delvist fordampe. Disse processer kaldes evapotranspiration.
Det vand, der siver ned i jorden, vil her sive fra højere liggende områder mod lavere liggende områder til dels på grund af jordbundens inddeling i lag, der gør gennemstrømning lettere visse steder og i visse dybder end andre. På samme måde som terrænet hælder imod en bestemt flod vil også grundvandet gøre det; man taler om henholdsvis topografiske (terrænmæssige) og grundvandsoplande. Disse oplande vil udvise en vifte- eller pæreform, idet de som regel vil være mere omfattende jo fjernere fra udløbet man kommer men indsnævres nærmest flodens udmunding.

## Variationer i vandmængden
Vandmængden i floder er voksende, jo nærmere udmundingen, man kommer. Det skyldes dels, at flere mindre vandløb, bifloder, efterhånden vil løbe sammen og forenes, dels at der i hele flodens forløb sker en løbende tilgang af udsivende grundvand eller afstrømmende vand på jordoverfladen langs siderne. Omfanget vil dog også bero på fx nedbøren: i egne med fugtigt klima vil tilstrømningen være større end i egne med et mere tørt klima, og i sådanne tilfælde kan tilgangen være omvendt; dette gælder fx Nilen og Volga.
Som regel har en flod ikke samme vandføring året rundt. På den fugtigste (mest nedbørsrige) årstid vil flodspejlet stige, og floden får sin flomtid. Velkendt fra Oldtiden er således Nilens flom, der varer fra sidst i juni til oktober. I lande med udpræget tørtid og regntid, eller hvor der af andre grunde er stor forskel på flodens laveste og højeste vandstand, bar floden hyppigt et dobbelt leje, et dybere, der optager vandet ved lav vandstand, og et bredere, der kun fyldes ved flom. Floder, der kun fører vand en del af året, kaldes fiumarer, mens man ved wadi forstår flodsænkninger i ørkener, der er opståede ved en vandstrøm, men som i tørketiden og måske i nutiden overhovedet i reglen er uden vand.

## Flodens landskabsformende indflydelse
Floder påvirker stærkt det landskab, de gennemstrømmer, takket være deres fald og vandføring samt karakteren af jordbunden, idet nedbrydning eller erosionen kan forekomme med større eller mindre lethed, afhængig af om jordbunden er hård og fast eller blød og løs. Over tid vil floder have et længdesnit med størst stejlhed øverst i forløbet og mindst stejlhed nærmest udløbet. Mange floder forløber gennem dale skab af isen og smeltevand under og ved afslutningen af sidste istid. Den typiske floddal har V-form. Ved sin erosion i bunden vil floden over tid gøre dette bundprofil stadig dybere, jævnere og fladere således, at det vil tendere mod at få U-form. Man kan derfor sige, at bundprofiletets form ligefrem er betegnende for flodens udviklingsstadium.
Man kan skelne mellem 3 stadier i floders udvikling. Unge floder har et ujævnt bundprofil, det vil sige, at floden har et ujævnt løb med vandfald og strømhvirvler; den er i dette stade som regel usejlbar, men egner sig til at levere drivkraft til vandmøller. Den modne stadie indtræffer, nåe en flod har et bundprofil, der danner en jævn Kurve. Dette sker, fordi floden over tid vil uddybe og udglatte sit bundprofil så meget, som det overhovedet er muligt: højere liggende steder i flodens bund er blevet eroderet og lavere liggende steder har fået tilført aflejret materiale samtidig med, at floden danner slyngninger eller mæandrer, idet den eroderer langs sine bredder ved ydersiden og aflejrer materiale langs indersiden af kurverne. Det erosionsmateriale, som floden fører med sig, aflejres enten under selve flodens løb, eller det føres helt ind til mundingen. Her kan det aflejres, når det strømmende vand møder mere havet således, at der dannes undervandsbanker, grunde eller rev eller floddeltaer, hvis aflejringerne hæver sig over havoverfladen. Ved nogle floder sker der ikke aflejring ved mundingen, således på kyster med betydelig ebbe og flod (lavvande og højvande), hvor der i stedet vil dannes tragtformede mundinger, der er dybe, og hvis vand er brakvand.
Ikke alle steder når floder ud til kysten. I egne som stepper og ørkener kan floder ende deres løb i indsøer, der da som regel er salte, eller endog helt svinde bort uden at kunne bane sig vej til havet eller danne en sø. I egne, hvor jordbunden består af kalksten, forekommer underjordiske floder, idet vandet disse steder udhuler kalkstenen og danner grotter og tunneler.

## Betydning for plantevækst og dyreliv
Floder spiller en stor rolle for planters og dyrs udbredelse. Dette gælder især sådanne, som lever i og ved floder, idet disse kan sprede sig langs floden og dens tilløb men ellers ikke. Sådanne planter og dyr vil være mindre påvirkelige over for andre landskabelige forhold, som ellers kunne påvirke udbredelsesmønstre.

## Betydning for mennesker
Noget lignende gælder for mennesker. Således viser undersøgelser, at floder har haft betydning for fx naturfolk (jægere og fiskere) i kraft af deres fiskerigdom og i nogle tilfælde ligefrem har været de vandringsveje, ad hvilke naturfolk har udbredt sig. Derfor danner floder sjælden naturlige etnografiske grænser, idet beboerne af de to bredder er omtrent lige så meget forbundne som adskilte ved floden. Derfor var floder især tidligere ligeledes næsten aldrig gode statsgrænser, skønt det i senere tider er blevet meget almindeligt, at grænsen mellem to lande vedtægtsmæssigt er blevet draget langs en flod. Hertil har bidraget det forhold, at floder i strategisk henseende er vigtige skel, fordi de danner gode forsvarslinier.
Floders sejlbarhed gør dem egnede for transport. Karakteristisk er derfor, at store civilisationer er vokset frem ved sejlbare floder som Eufrat og Tigris, der begge omtales i Første Mosebog. I nyere tider er store handelsbyer vokset frem ved flodbredderne. I Europa ses: Rhinen: Köln, Koblenz, Worms, Mainz, Speyer, Strassburg og Basel.

## Store floder
- Amazonfloden
- Donau
- Elben
- Ganges
- Mississippi
- Missouri
- Nilen
- Orinoco
- Po
- Rhinen
- Seinen
- Themsen
- Volga
- Yukon

## Galleri
- Roztoka Odrzańska, udløbet af floden Oder, ved Police i Polen.